# Gräf & Stift Double Phaeton
El Gräf & Stift Double Phaeton es un automóvil que fue producido por la marca de automóviles austriaca Gräf & Stift en el año 1910. Este automóvil es principalmente conocido por haber pertenecido al archiduque Francisco Fernando de Austria, en el cual fueron asesinados él y su esposa el 28 de junio de 1914 por el terrorista serbobosnio Gavrilo Princip, cuando circulaban por Sarajevo (actual Bosnia-Herzegovina), hecho que desencadenaría la Primera Guerra Mundial. Es una limusina de 6 plazas con un motor de cuatro cilindros (número 287) que entregaba 32 CV, la cual primero había sido comprada por el Conde Franz von Harrach el 15 de diciembre de 1910. 
El Double Phaeton es también conocido como "el automóvil maldito", debido a que, según algunas fuentes, tras su adquisición los propietarios empezaban a tener mala suerte, y la mayoría de ellos fallecieron en accidentes con este vehículo. Muchos años después del asesinato de Francisco Fernando de Austria, el Double Phaeton fue adquirido por el gobierno austriaco para exhibirlo en un museo, que fue bombardeado en la Segunda Guerra Mundial. Tras el bombardeo, se salvaron pocos objetos, entre ellos este automóvil. Actualmente el Double Phaeton está expuesto en el Museo de Historia Militar de Viena (Austria).